# 七人の眠り聖人

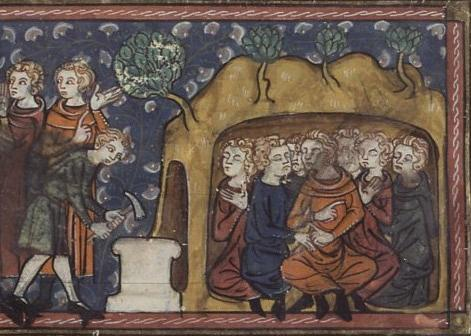
デキウスが七人の眠り聖人を閉じ込めるよう命じたところ。14世紀の写本より

七人の眠り聖人（ななにんのねむりせいじん、アラビア語: أصحاب الكهف）とは、キリスト教やイスラム教の伝承で宗教迫害を免れるため西暦250年頃にエフェソス郊外の洞窟内に隠れ、約300年後に姿を現した若者達の物語である。
最初期の物語形式はシリアの司教サルーグのヤコブ(約450-521)から伝来したもので、それ自体さらに昔のギリシア時代の書物から派生したものとされるが、こちらは現在見つかっていない。このおとぎ話の概要は、トゥールのグレゴリウス(538-594)の著書やパウルス・ディアコヌス(720-799)の『ランゴバルド史』に掲載されている。最も知られている西洋版の物語はヤコブス・デ・ウォラギネの『黄金伝説 (聖人伝)』に掲載されたものである。
少なくとも中世の9言語で記述が発見されており、主に9世紀から13世紀にかけての年代で、200を超える写本に保存されている。13世紀には、詩人シャルドリが古フランス語版を綴った。この物語はコーラン（洞窟のスーラ18:9-26)にも登場しており、こちらはペルシャ語、キルギス語、タタール語でも翻訳された。
ローマ殉教史 (Roman Martyrology) が、エフェソスの七人の眠り聖人に言及しているのは7月27日（第二バチカン暦によると6月）という日付である。ビザンティン暦は8月4日と10月22日に祝祭を行って彼らを祝う。9世紀のアイルランド暦Félire Óengussoは8月7日に七人の眠り男を祝う。シリア正教会の暦には、4月21日、8月2日、8月13日、10月23日、10月24日など、様々な日付が記載されている。

## 伝承のぶれ
初期版は眠り聖人の人数が全て一致しているわけではなく、明示すらしていないものもある。ユダヤ教徒やナジュラーンのキリスト教徒は3人兄弟だと信じていたし、東シリアでは5人だと考えられていた。シリア語記述の大半では8人となっている。タバリーは、7,8または9人に犬を1匹付け加えている。ムスリム正典の記述では、7人に加えて1匹の犬（名前はar-Raqīmか Qiṭmīr）となっている。
眠り聖人が寝ていた年数も記述によってまちまちである。トゥールのグレゴリウスでは最も長期間の373年間となっており、ヤコブス・デ・ウォラギネは196年間と算出した（252年から448年まで）。それ以外の計算では195年間と示唆されている。コーランを含むイスラムの記述では、睡眠が309年間となっているが、これは恐らく太陰暦（1年=約354日）なので太陽暦に直すと299年間となる。
眠り聖人たちの名前に関して、Bartłomiej Grysaは少なくとも設定を7種類挙げている。
- マクシミリアン、マルクス、マルティニアン、ディオニシウス、ジョン、セラピオン、コンスタンティヌ、アンソニーの8名。
- マルクス、マクシミリアン、マルティニアン、ディオニシウス、ジョン、セラピオン、コンスタンティヌの7名。
- ヤンブリク（イアンブリカス）、マクシミリアン、マルクス、マルティニアン、ディオニシウス、ジョン、コンスタンティヌ、アンソニーの8名。
- アキリデス、ディオメデス、ディオゲヌス、プロバトゥス、ステファヌス、サンバトゥス、キリアクスの7名。（トゥールのグレゴリウスによると）
- ヤムリーナー（ヤムニーフ）、マクティーミリーナー（マクシミリーナー,マフシミリーナー）、ミスリーナー、マルヌース（マルトゥース）、サドゥヌース、ダブラヌース（ビーローノス）、カファスタテュース（クソートーノス）、サモーノス、ブトーノス、クァーロスの10名。（タバリーやアル＝ダミリによると）
- イキリオス、ディオニシオス、イスティファノス、フルクティス、セバストス、キリアコスの6名。（シリアのミカエルによると）
- アルセリーティス、ディオーメンティオス、サバスティオス、プロバティオス、アヴヘニオス、スタファントス、キーリアコスの7名。（コプト語版によると）

## 起源
最初の記述がシリア語で書かれていたのか又はギリシャ語なのかは議論の余地が残る問題だが、今のところギリシャ語が最初という説が一般的に受け入れられている。518年から531年にかけて書かれた巡礼記『De situ terrae sanctae』が、エフェソスの眠り聖人に捧げられた教会の存在を記録している。
この物語はグレゴリウスの生前にも幾つかのシリア語書物に登場していた。最初期のシリア語の写本はサンクトペテルブルク第4写本(MS Saint-Petersburg no. 4)で、5世紀に遡る。これはシメオン・メタフラストによって書き直された。七人の眠り聖人は、エデッサの詩人かつ神学者のサルーグのヤコブ （521年没）による詩の中で説法の題材になっており、これは『聖人行伝 (Acta Sanctorum) 』で発表された。もう一つある6世紀の書物は大英博物館にあるシリア語写本(Cat. Syr. Mss, p. 1090)だが、眠り聖人は8人となっている。

## キリスト教の解釈

### 物語

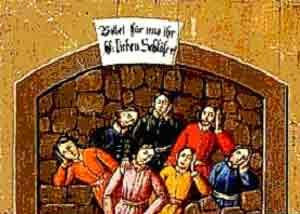
19世紀ドイツで献呈された七人の眠り聖人の絵画。文言はドイツ語で「我々に祈りなさい、聖なる七人の眠り聖人」と書かれている

この物語は、ローマ皇帝デキウスによる迫害時期の西暦250年頃、七人の若者がキリスト教信仰で罪に問われたことを伝えている。彼らにはその信仰を改宗する時間を与えられたが、彼らはローマの偶像に屈することを拒んだ。 代わりに彼らは自分達の世俗的な物品を貧しい人々に与えることを選択し、お祈りのため山の洞窟に隠居すると、そこで彼らは眠りに落ちた。皇帝は、邪教に従う彼らの態度が改善しなかったことを確認し、洞窟の入口を塞ぐよう命じた。

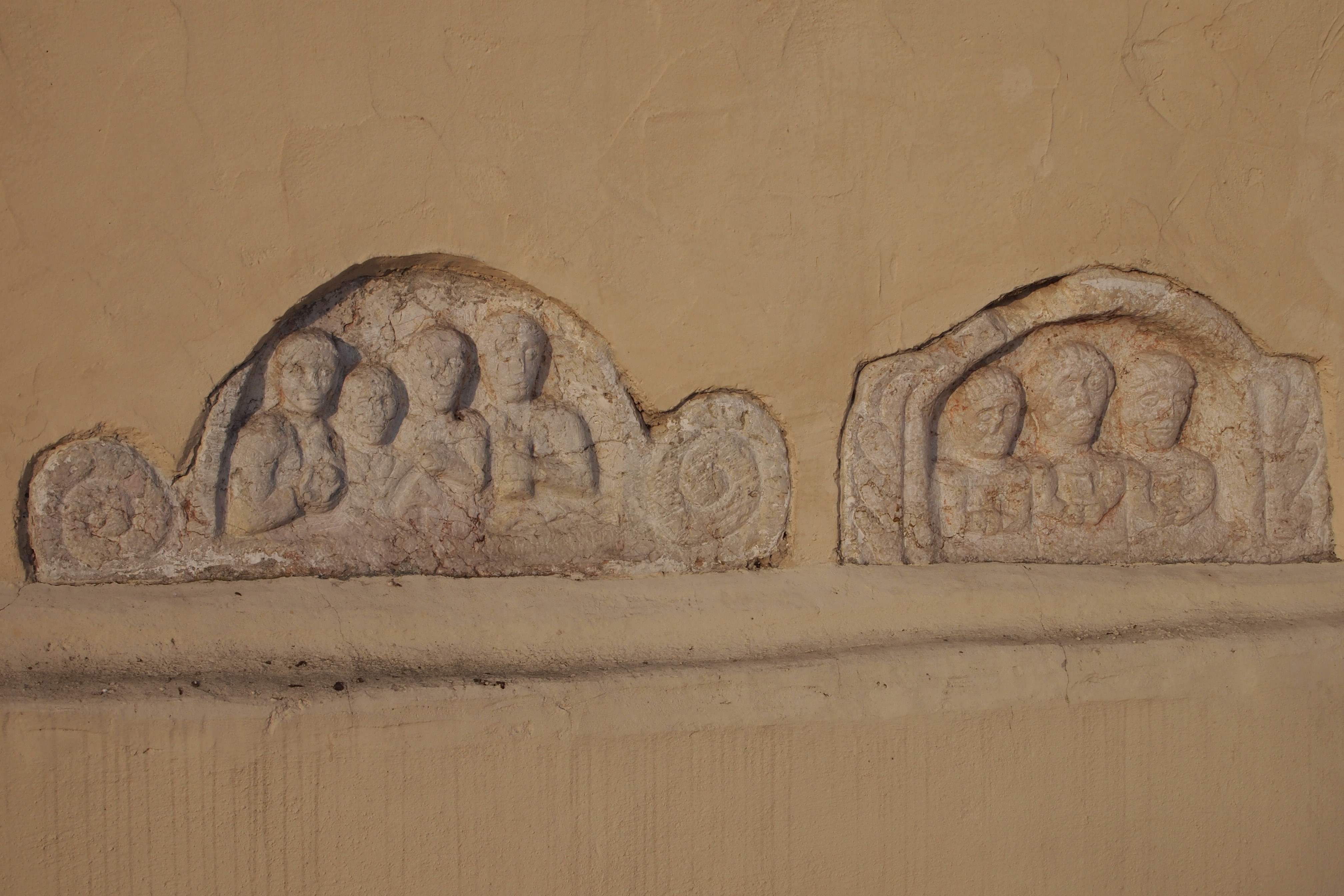
ドイツの教会(Siebenschläferkirche (Rotthof))にある墓石

デシウスは251年に死去し、キリスト教が迫害からローマ帝国の国教になるまでの長い歳月が経った。もう少し後の時代、一般にテオドシウス2世(408-450)の治世期と考えられる西暦447年、様々なキリスト教学校で審判の日における肉体の復活と来世 について白熱した議論が行われていた頃、地主が牛舎として洞窟を使おうと考えて封鎖されていた入口を開けることを決断した。彼が入口を開けると中で眠っている人達を見つけた。彼らは目を覚ますと、1日ぶん寝ていたと考え、注意するよう指示しつつ食料を買うため自分達の1人をエフェソスに送りだした。
街に到着するや、この人物は十字架を設置してある建物を見つけて驚いた。周りにいた町民は、デシウス治世時の古い硬貨を使おうとする男性を見つけて驚いた。司教が呼ばれてこの眠っていた者達に接見すると、彼らは自分達の奇跡の話を司教に伝え、神を礼賛して死んでいった。七人の眠り聖人に関する様々な伝記はギリシャ語で列記されていたり、非ラテン語ではBHO (Bibliotheca Hagiographica Orientalis) という聖人伝に収められている。

### 普及
この物語がキリスト教世界全体に急速に広まったのは、6世紀後半の『De gloria martyrum（殉教者の栄誉）』という奇跡集で、トゥールのグレゴリウスによって西洋で一般的となった。グレゴリウスは「とあるシリア語翻訳者」からこの話を得たと主張したが、これはレバント出身のシリア語かギリシャ語話者のいずれかを指している可能性があるという。十字軍の時代に、エフェソス近郊にある墓から出土した骨が七人の眠り聖人の遺骨と判定され、大きな石棺でマルセイユ (フランス)に輸送されるとサン・ヴィクトール修道院 (Abbey of St Victor, Marseille) に戦利品として保管された。
七人の眠り聖人は、中世後期に最も普及した『黄金伝説』という書誌に掲載されており、同書は彼らの目覚めた正確な歳月をテオドシウス治世の西暦478年と定義した。

## イスラム教
洞窟の仲間たち（アシャブ・アル・カハフ）の物語はコーランのスーラ18（9-26節）で言及されている。 眠り聖人の正確な人数は明記されていない。さらにコーランでは、事件が起こって間もなく洞窟に何人いたかについて人々が「根拠のない当て推量」をし始めた事実を指摘している。これについてコーランは「私の支持者は彼らが何人だったのか一番よく知っている」と断言している。同じく洞窟に滞在していた正確な期間についても、コーランは人々の推測を「彼らは洞窟に300年と足して9年間とどまっていた」と主張した後で「神は彼らがどれだけ長くとどまっていたのか一番よく知っている」と述べている。コーランでは、眠り聖人には洞窟の入口に座っていた犬が含まれていた（18節）と書かれている。

## 七人の眠り聖人の洞窟
この伝説の最初期版がエフェソスから広まったため、初期キリスト教のカタコンベがそれに関連付けられるようになり、多くの巡礼者を惹きつけた。1927-28年にエフェソス近くのピオン山（セリアン山）の斜面（現:トルコのセルチュク付近）で、七人の眠り聖人の洞窟がその上に建てられた宗教遺跡と共に発掘された。この発掘は5-6世紀における数百の墓を明らかにした。その壁面や墓の中で七人の眠り聖人に捧げられた碑文が発見された。この洞窟は現在も観光客に公開されている。
ヨルダンのアンマン付近にある洞窟も七人の眠り聖人の洞窟として知られており、その内部には7つの墓があり洞窟からは通気口が延びている。

七人の眠り聖人物語の発祥とされている洞窟
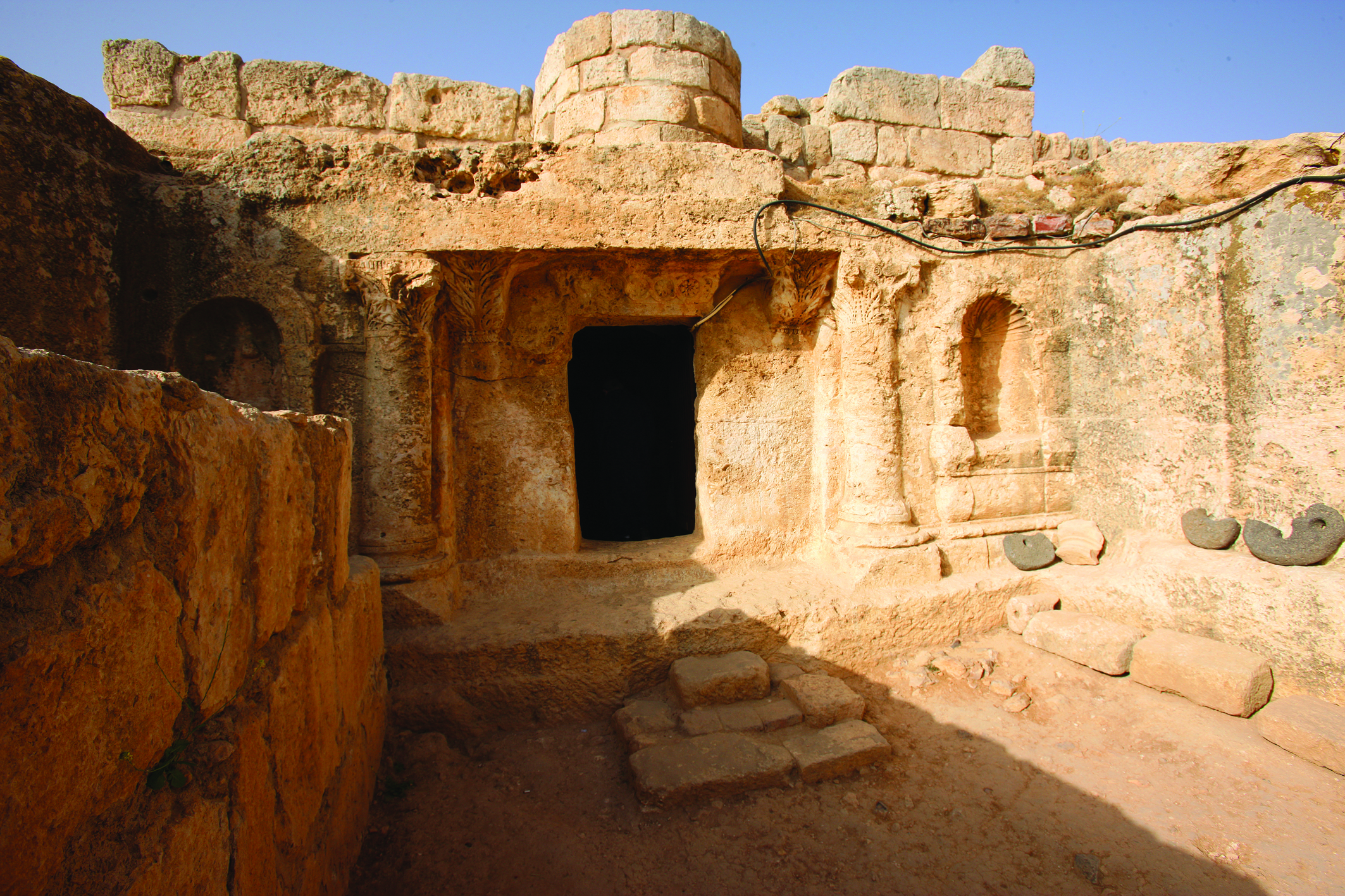
ヨルダンのアンマン
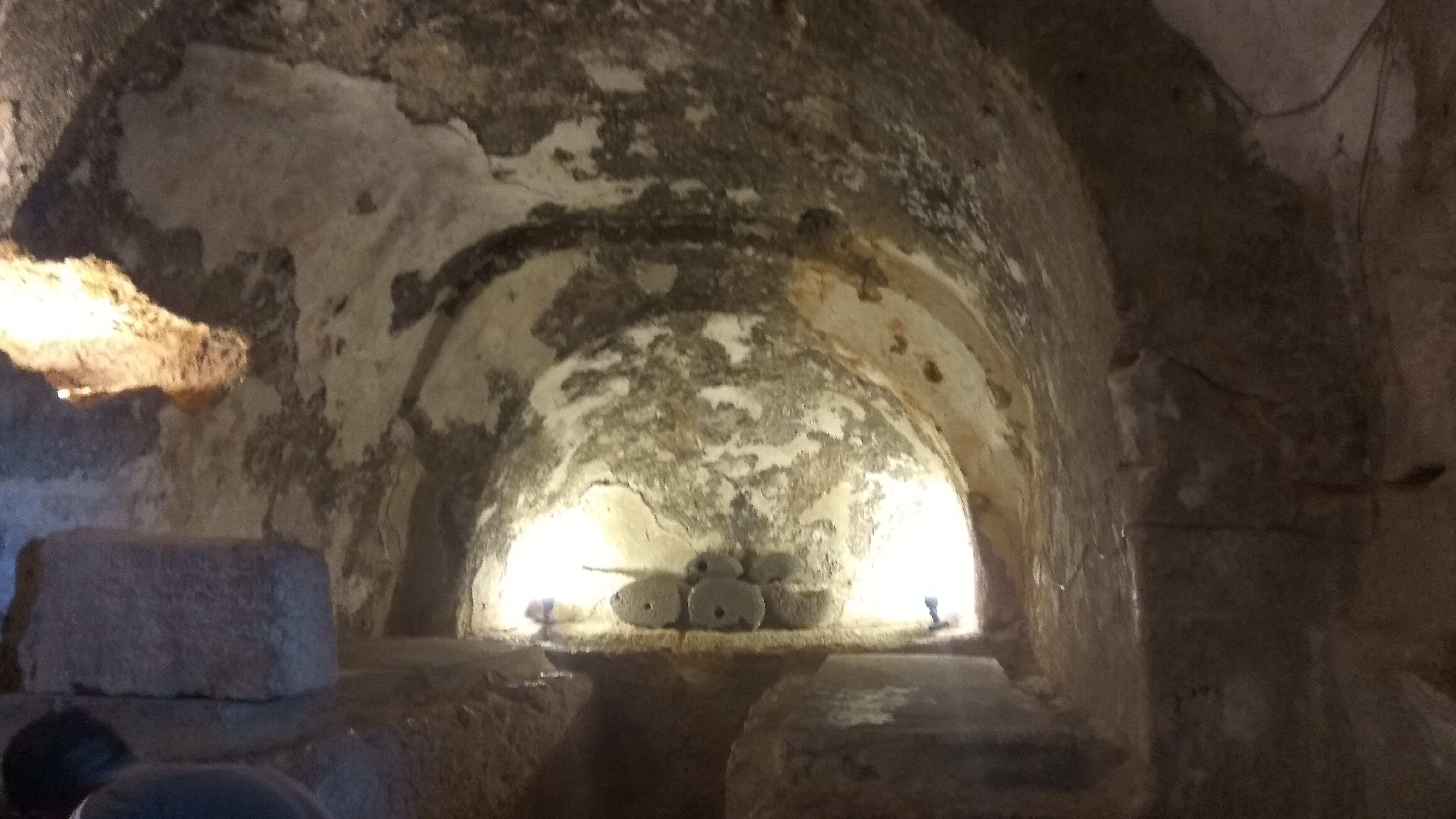
七人の眠り聖人洞窟の墓、ヨルダン
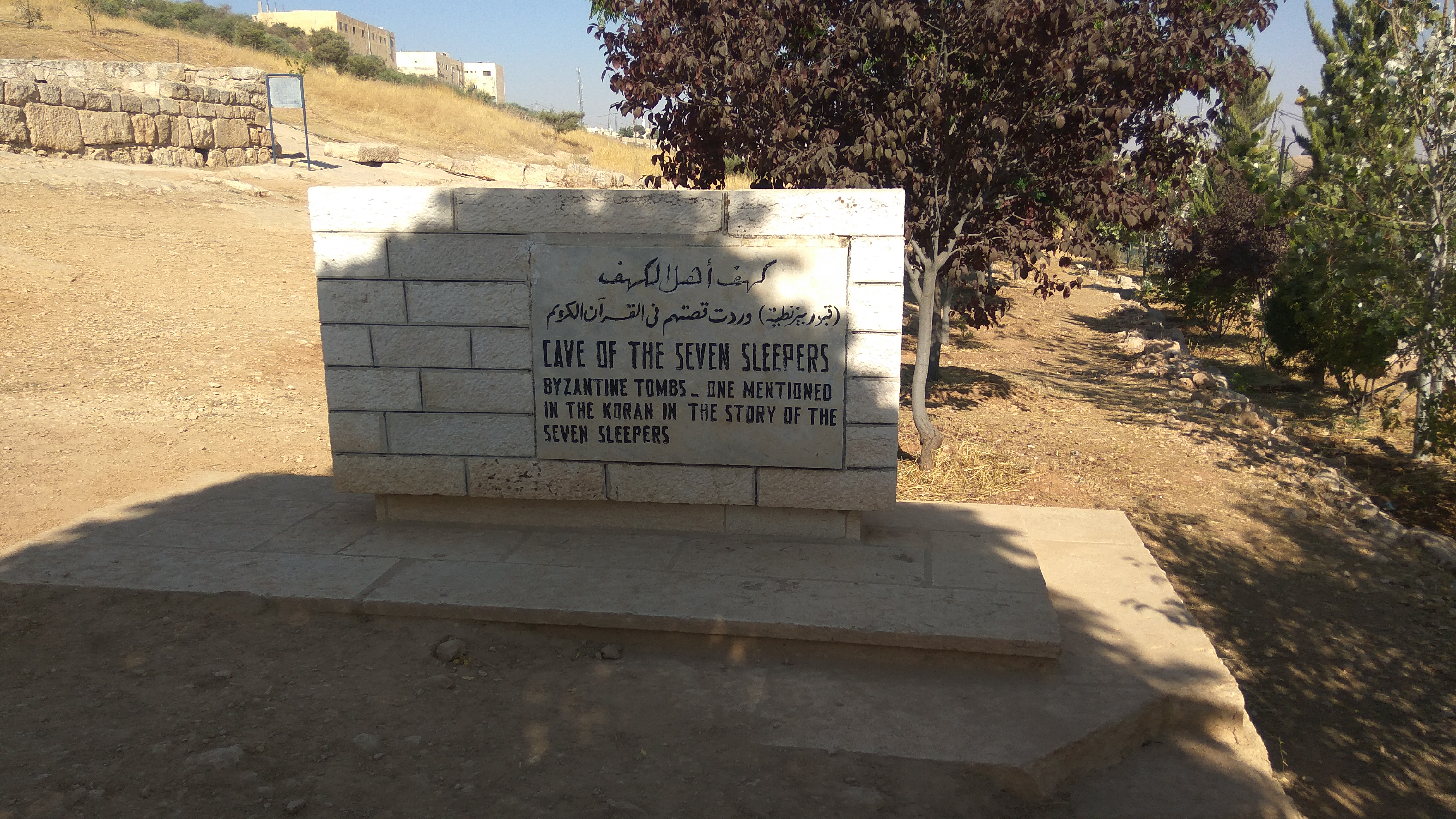
七人の眠り聖人洞窟の看板、ヨルダン
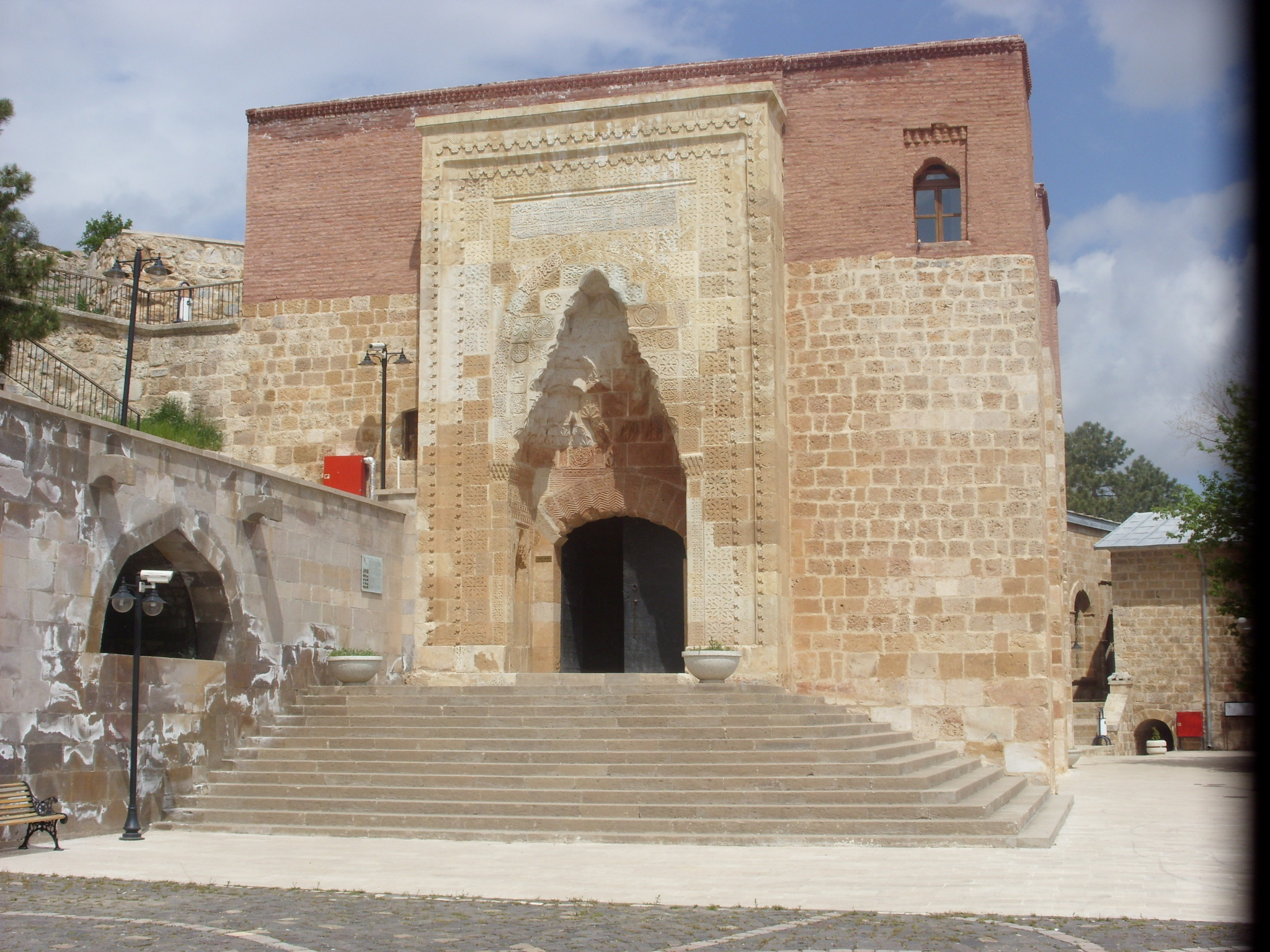
トルコのアフシンにある遺跡 (Eshab-ı Kehf Kulliye)
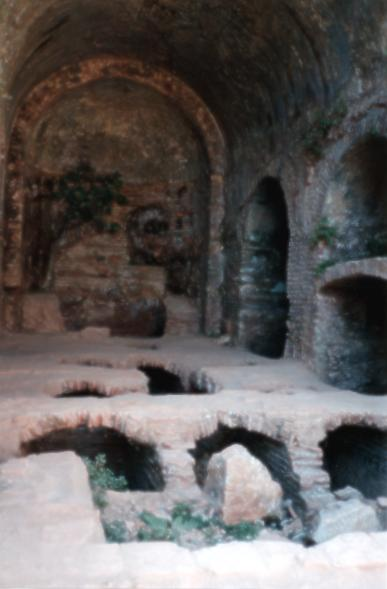
トルコのエフェソス
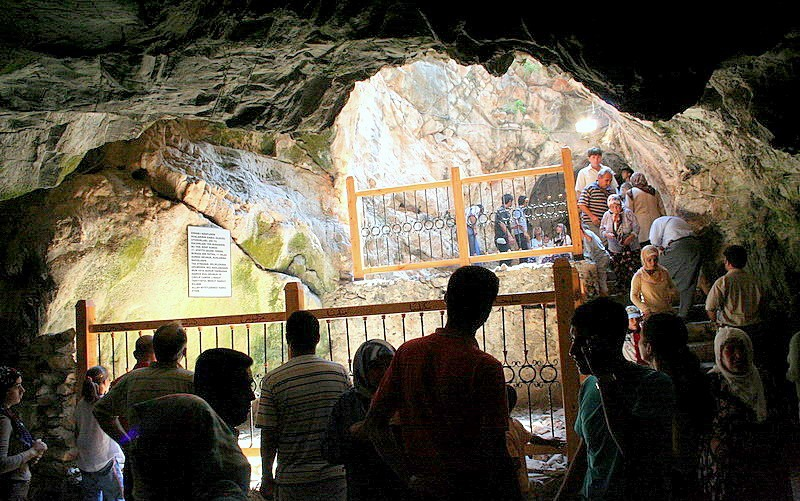
トルコのタルススにある洞窟 (Eshab-ı Kehf Cave)

## 近現代文学

### 近世
16世紀のプロテスタント文化ではこの記述が諺になっていた。詩人ジョン・ダンは以下のように尋ねている。
私は知りたい、自らの貞節の誓いにより、私達が愛するまで貴方と私は何をしていたのか？

その時で私達は引き離されてはいなかったのか？

そうではなく、幼稚にも、田舎の楽しみに浸っていたのか？

あるいは、七人の眠り聖人の洞穴で私達は鼻を鳴らしていたのか？

　-ジョン・ダン作「良き明日を (The Good-Morrow) 」
ジョン・ヘイウッドによる1530年代の『4つのPPと呼ばれる劇』に出てくる、免罪符売り（ これはチョーサーの免罪符売りの話をルネッサンス期に刷新したもの）は自分の仲間に「スリッパーなる七人の眠り聖人の1人」に口づけする機会を与えるが、その遺品は彼が所有する「三位一体の足の親指」や「ペンテコステの恥骨」といった供物と同じくらい不条理なものが提示される。
啓蒙時代では七人の眠り聖人に関するものは殆ど聞かれなかったが、ロマン主義の到来と共にその記述が復活した。『黄金伝説』が出典の可能性がある七人の眠り聖人の書き直しとして、トマス・ド・クインシーの『阿片常用者の告白』、ゲーテの詩、ワシントン・アーヴィングの『リップ・ヴァン・ウィンクル』、H・G・ウエルズの『The Sleeper Awakes』などがある。そのほか『山で眠る王 (King asleep in mountain) 』のモチーフにも影響を与えた可能性がある。マーク・トウェインは『地中海遊覧記』第2巻の13章で七人の眠り男のバーレスクを行なった。

### 現代
セルビアの作家ダニロ・キシュは著書 『死者の百科事典』に収蔵の短編小説「眠り聖人の伝説」で、七人の眠り聖人の物語を改作している。イタリアの作家アンドレア・カミッレーリは小説『テラコッタの犬』にこの物語を取り入れている。
七人の眠り聖人は、スーザン・クーパーの『闇の戦い』シリーズ (The Dark Is Rising Sequence) の書籍2冊に登場する。 「灰色の王」作中で（主人公の）ウィル・スタントンが彼らを目覚めさせ、「樹上の銀」 作中で彼らは闇との最後の戦いに乗り込んでいく。
ギルバート・モリスによる七人の眠り聖人シリーズは物語に現代的作風を取り入れており、同作は核爆発が起きた後の世界で7人のティーンエイジャーが目を覚まして悪と戦うことを余儀なくされていく。
ジョン・バカンは『三人の人質』で七人の眠り聖人に言及しており、作中のリチャードハネイはよく眠る妻メアリーが愚かなる処女たちの1人と結婚した7人の末裔のうち1人なのではと邪推している。
ペルシャ系オランダ人作家カデル・アブドラは、2000年の著書『Spijkerschrift』でイスラム版の物語を独自解釈している。
トルコの作家オルハン・パムクは、2001年の小説『わたしの名は赤』の「私は犬」という章で、より具体的には犬の要素を通じてこの物語をほのめかしている。

## 言語的派生
ウェールズ語では、遅起きの人が"saith cysgadur"（七人の眠り聖人）と呼ばれ、1885年のダニエル・オーウェンの小説『Rhys Lewis』などで見られる。
スカンジナビア語では、遅起きの人が"sjusovare" や"syvsover"（七人の眠り聖人）と呼ばれる場合がある 。
ハンガリー語でも同じことが当てはまり、"hétalvó"（七人の眠り聖人）は目覚めるのが最後の人であるとか、沢山眠ることで有名な人を指す。
アイルランド語では"Na seacht gcodlatáin"が冬眠中の動物を指す。